# Zaginiona kronika
Zaginiona kronika (Kronika dominikańska) – hipotetyczna polska średniowieczna kronika z drugiej połowy XIII wieku autorstwa Wincentego z Kielczy.
Tezę o istnieniu kroniki napisanej przez Wincentego z Kielczy postawił w 1983 Gerard Labuda i dokonał rekonstrukcji tego dzieła. Jego zdaniem ta zaginiona kronika miała stanowić podstawę relacji Jana Długosza o latach 1202–1260, zawartych w księgach VII i VIII jego Roczników. Zaginiona kronika mogła powstać tuż po 1260 i być przechowywana w klasztorze dominikańskim Świętej Trójcy w Krakowie. Z kroniki tej mogły też pochodzić przekazane przez Dlugosza tzw. zdania legnickie, będący jednymi z najstarszych zdań zapisanych w języku polskim, wyprzedzające zdanie z Księgi henrykowskiej.
Jednak zdaniem części (m.in. Józefa Matuszewskiego) teza Labudy o zaginionej kronice Wincentego z Kielczy nie jest wystarczająco udowodniona i taka kronika prawdopodobnie nie istniała.